# HAL HF-24 Marut
Hindustan Aeronautics HF-24 Marut (tiếng Sanskrit: "Spirit of the Tempest" - Linh hồn của giông tố) là một máy bay tiêm kích-ném bom của Ấn Độ trong thập niên 1960. Đây là máy bay phản lực đầu tiên do Ấn Độ nghiên cứu chế tạo, nó bay lần đầu vào 17 tháng 6 năm 1961. Có một điều khác thường là mô hình bằng gỗ của loại máy bay này cũng có thể bay được như một tàu lượn phóng vào không trung.
Marut được thiết kế bởi công trình sư Kurt Tank nổi tiếng, nhưng nó chưa bao giờ có được khả năng đầy đủ do động cơ thiếu sức mạnh. Mặc dù nó có thể hoạt động với vận tốc gần đạt Mach 2, nhưng máy bay chỉ vừa đủ đạt tốc độ Mach 1 trên độ cao thích hợp. Cũng do động cơ không đủ sức mạnh nên nó không có được vai trò tấn công mặt đất đầy đủ mà trước đấy đã được mong chờ. Cuối cùng, nó tỏ ra là một máy bay rẻ tiền và đơn giản để trang bị cho Không quân Ấn Độ cùng với những máy bay chiến đấu của Liên Xô hơn là tiếp tục với những phát triển xa hơn, đặc biệt sau khi Tank rời bỏ chương trình vào năm 1967.
Tổng cộng có 147 máy bay được chế tạo, bao gồm 18 chiếc hai chỗ huấn luyện. Những mẫu cuối cùng được rút khỏi biên chế vào năm 1985.

## Các phiên bản
- Marut Mk.1: Máy bay chiến đấu tấn công mặt đất một chỗ.
- Marut Mk.1T: Phiên bản huấn luyện hai chỗ.

## Operators
- Ấn Độ: Không quân Ấn Độ
  - Phi đội số 10
  - Phi đội số 31
  - Phi đội số 220

## Thông số kỹ thuật (Marut Mk.1)

### Đặc điểm riêng
- Phi đoàn: 1
- Chiều dài: 15.87 m (52 ft 1 in)
- Sải cánh: 9.00 m (29 ft 6 in)
- Chiều cao: 3.60 m (11 ft 10 in)
- Diện tích cánh: 28 m² (300 ft²)
- Trọng lượng rỗng: 6.195 kg (13.660 lb)
- Trọng lượng cất cánh: n/a
- Trọng lượng cất cánh tối đa: 10.908 kg (24.048 lb)
- Động cơ: 2× động cơ phản lực turbo Bristol-Siddeley Orpheus Mk 703, 21.6 kN (4.850 lbf) mỗi chiếc

### Hiệu suất bay
- Vận tốc cực đại: 1.128 km/h (609 kn, 701 mph)
- Tầm bay: 800 km (430 NM, 500 mi)
- Trần bay: 13.750 m (45.100 ft)
- Vận tốc lên cao: n/a
- Lực nâng của cánh: n/a
- Lực đẩy/trọng lượng: n/a

### Vũ khí
- 4× pháo ADEN 30 mm (1.18 in) ADEN
- 48× quả rocket 2.65 in (67 mm)
- 4 giá treo với 1.800 kg vũ khí

### Máy bay có tính năng tương đương
- Sukhoi Su-7
- Helwan HA-300
- Hawker Hunter, một máy bay với thiết kế tương tự.

### Danh sách
- Danh sách máy bay của Không quân Ấn Độ
- Danh sách máy bay chiến đấu